# Étienne Provost
Pour les articles homonymes, voir Provost.

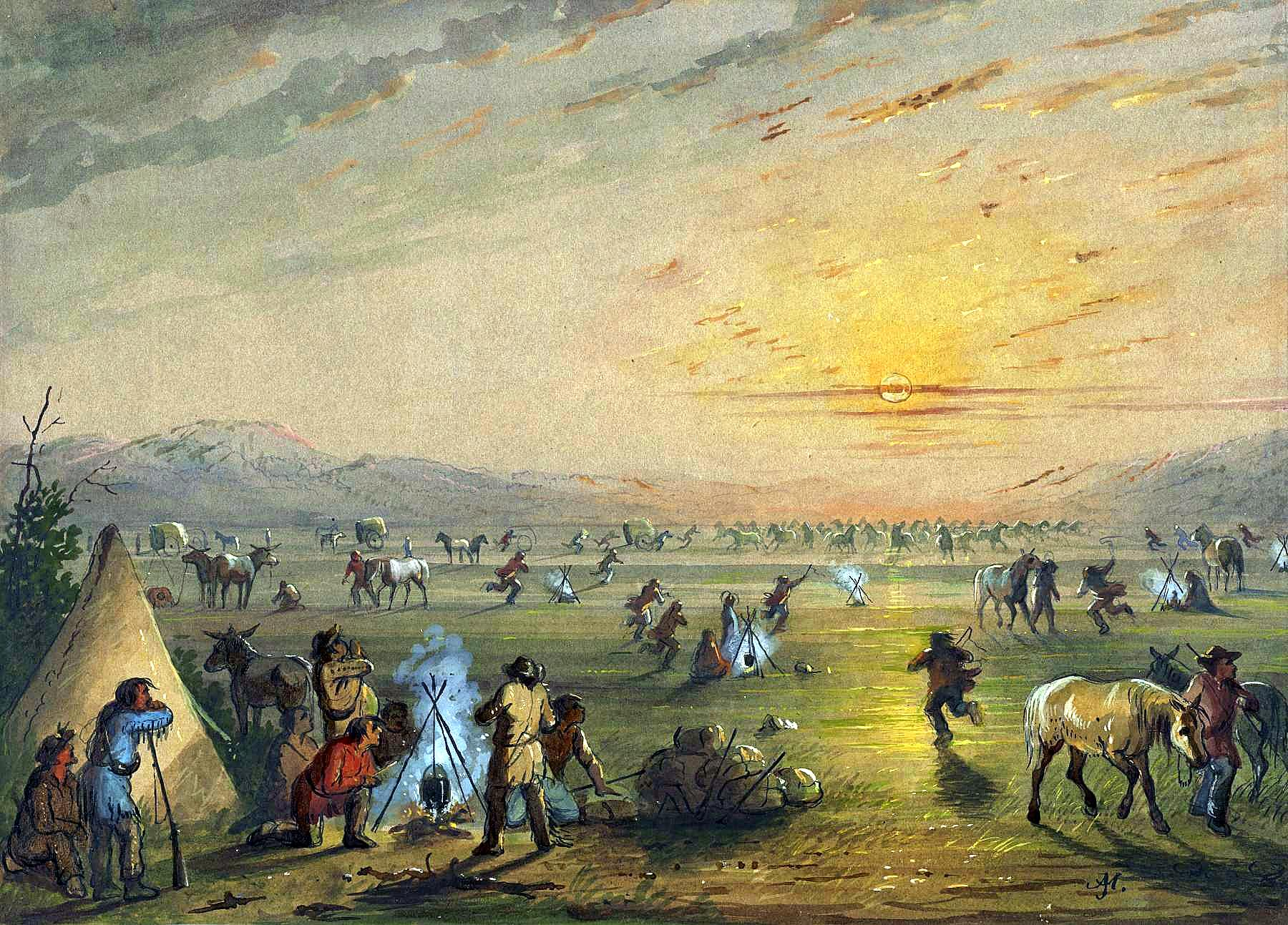
Toile d'Alfred Jacob Miller. Le personnage bedonnant à gauche qui crie ses instructions serait Étienne Provost.

Étienne Provost (1785-3 juillet 1850) est un commerçant de fourrures canadien-français qui trappait et commerçait dans l'Ouest américain. Il est souvent considéré comme le premier blanc à avoir aperçu le Grand Lac Salé. La ville de Provo dans l'Utah a été ainsi dénommée en son honneur.

## Biographie
Natif de Chambly, dans la province de Québec, il est le premier de la famille d'Albert Provost et de Marie-Anne Ménard. Il est élevé sur une ferme où il se familiarise avec l'élevage des chevaux. Il perd son père à l'âge de dix ans. En 1805, à 19 ans, il signe d'une croix, étant analphabète, un contrat de voyageur qui lui permet de travailler avec des traiteurs de fourrures. Il se rend ainsi à Saint-Louis.
Voyageur dans la vallée de la rivière Arkansas, il est le compagnon de Joseph Philibert en 1814 et de René-Auguste Chouteau en 1815. Les Espagnols qui occupent la région n'acceptent cependant pas que la trappe s'effectue sur leur territoire sans permis. En 1817, ils arrêtent et emprisonnent une vingtaine de trappeurs et les gardent en captivité à Santa Fe durant 48 jours dans des conditions difficiles. Provost apprend de ses erreurs, mais revient cependant au Nouveau-Mexique en 1822. L'année suivante, il se lie avec un certain François Leclerc, Antoine Robidoux et ses frères Louis et Joseph pour le commerce de la fourrure dans le bassin d'Uinta, dans l'Utah. Grâce à des informations fournies par les Utes, Provost se rend au Grand Lac Salé et devient l'un des premiers explorateurs d'origine européenne à découvrir le site.
En octobre 1824, au bord de la rivière Jordan, son groupe tombe dans le piège tendu par une bande de Shoshones, dont le chef Mauvais Gauche cherche à se venger d'un méfait commis par des trappeurs de la Compagnie de la Baie d'Hudson. Huit hommes trouvent alors la mort, mais Provost parvient de justesse à s'échapper. 
Il établit huit postes commerciaux sur le Lac Salé et sur le lac Utah. En 1825, il rencontre Peter Skene Ogden au canyon Weber, puis le négociant William H. Ashley, le 1er juillet, qui avait organisé une rencontre de trappeurs dans le Wyoming, à un affluent nommé Henry's Fork. Cette rencontre avait pour but de traiter des fourrures, évitant ainsi aux trappeurs de se rendre jusqu'à Saint-Louis pour écouler leur marchandise et s'approvisionner. Provost transige et renouvelle ses provisions.
Il voyage pour un temps avec Ashley sans jamais se joindre à son entreprise. De retour à Saint-Louis en 1826, il travaille pour l'American Fur Company tout en continuant à faire son propre trappage. Après son mariage en 1829 avec Marie-Rose Lambert, il s'oriente vers le domaine du transport en escortant des caravanes, travaillant notamment pour le marchand Kenneth McKenzie et Lucien Fontenelle. Il guide leurs caravanes vers le lieu de rendez-vous qu'avait inauguré Ashley quelques années auparavant. Il y croise un jour l'explorateur William Marshall Anderson (en) qui consignera dans son journal maintes observations sur Provost avec qui il se lie d'amitié.
Grâce à la dot de son épouse, il acquiert un lot à Saint-Louis où il se fait construire une maison. Sa fille Marie naît le 1er mai 1830 et Marianne le 21 septembre 1833.
En 1839, il est le guide du naturaliste Joseph Nicollet, qui dessina les cartes du haut-Mississippi, et de son second John Charles Frémont. L'année d'après, c'est au tour des Britanniques William Fairholme et Henry James Warre (en), venus en voyage de chasse au bison, de faire appel à Étienne Provost. Warre le décrit comme un vieil ivrogne, mais reconnaît ses mérites comme guide. Il le représentera même dans un croquis, chevauchant sa mule, que Provost préférait au cheval, et la pipe à la bouche.
En 1843, Jean-Jacques Audubon, déjà célèbre pour ses peintures d'oiseaux, veut effectuer un voyage d'études jusqu'aux Rocheuses. Il est accompagné du naturaliste Edward Harris, de l'ornithologue John Graham Bell, du peintre animalier Isaac Sprague et d'un secrétaire, Lewis Squires. Sur recommandation, il engage Provost. Le groupe d'une centaine de trappeurs sous son commandement se met en branle le 25 avril sur le bateau à vapeur Omega à destination du fort Union dans le Dakota du Nord. L'expédition dure jusqu'au 16 août. Les membres de l'expédition ont été peints par Alfred Jacob Miller.
Provost réside ensuite chez lui à Saint-Louis. Jusqu'en 1850, il continue à recruter des employés et à assurer un service de transport aux marchands. Il est réputé et surnommé l'homme des montagnes. Il meurt le 3 juillet 1850 à Saint-Louis. Son décès est mentionné dans Missouri Republican. La mort serait due au choléra.

## Postérité
La renommée de Provost de son vivant ne fut pas suffisante pour assurer sa postérité dans la ville de Saint-Louis. Provost y est mort au moment où la ville prenait de l'expansion et où le tissu des trappeurs d'origine francophone s'amenuise au profit de l'américanisation de la ville. On retrouve cependant une statue d'Étienne Provost dans un monument à Salt Lake City (This is the Place Monument (en)). Il a également donné son nom à un quartier et à une école de Provo. Le nom de la ville, d'abord associé à Provost lui-même, serait en fait relié, d'après John Charles Frémont, à celui de son cheval nommé Proveau que Frémont utilise pour nommer la rivière Proveau's Fork (maintenant la rivière Jordan) où le cheval est décédé, puis simplement repris et abrégé par les Mormons qui fondèrent la ville.